# دلتا کلاغ
دلتا کلاغ یک ستاره است که در صورت فلکی کلاغ قرار دارد.